# 松島泰勝
松島 泰勝（まつしま やすかつ、1963年4月 - ）は、日本の経済学者。龍谷大学経済学部教授。専門は、島嶼経済論、内発的発展論。2001年、博士（経済学）、早稲田大学。琉球独立論者として知られる。博士論文は「島嶼経済論」。
沖縄県石垣市生まれ。主要著書に、『沖縄島嶼経済史』『琉球の「自治」』『ミクロネシア』『琉球独立への道』『琉球独立宣言』『琉球独立論』『琉球独立への経済学』『琉球奪われた骨』『帝国の島』『学知の帝国主義』等がある。

## 学歴
- 沖縄県立那覇高等学校卒業
- 1989年 - 早稲田大学政治経済学部経済学科卒業[3]
- 1992年 - 早稲田大学大学院経済学研究科修士課程修了
- 1998年 - 早稲田大学大学院経済学研究科博士課程満期単位取得
- 2001年 - 博士（経済学）早稲田大学[1]

## 職歴
他
- 1996年 - 1997年：東京水産大学資源管理学部非常勤講師
- 1997年 - 1999年：在ハガッニャ（グァム）日本国総領事館専門調査員
- 1999年 - 2000年：在パラオ日本国大使館専門調査員
- 2000年 - 2003年：横浜市立大学国際文化学部非常勤講師
- 2001年 - 2002年：県立広島女子大学（現県立広島大学）大学院非常勤講師
- 2002年 - 2007年：東海大学海洋学部助教授
- 2004年 - 2007年：関西大学経済学部非常勤講師
- 2005年 - 2008年：愛知大学経済学部非常勤講師
- 2008年 - 現在  ： 龍谷大学経済学部教授（国際経済学科）

## 社会活動
2007年、「NPO法人ゆいまーる琉球の自治」を立ち上げ代表を務め、島の自治についての議論を交わす集会を定期的に毎年、開催している。
2013年5月15日、発起人の一人として琉球民族独立総合研究学会に関わった。また琉球民族遺骨返還研究会の代表を務める。
2018年12月4日、旧京都帝国大(京都大学)の人類学者、金関丈夫らが1929年に沖縄県今帰仁村の百按司墓から少なくとも26名の遺骨を持ち去ったとして、琉球民族遺骨返還研究会の代表として、第一尚氏の子孫2人らと共に遺骨の返還を求め京都大学を訴えた。

## 主張
沖縄県という地位は琉球人が住人投票によって決めたものではなく、米軍基地や自衛隊基地は琉球独立を抑圧する装置としても機能しており、琉球人の自決権行使を妨げるという点でも国際法に違反しているとしている。沖縄の基地問題が国内問題に矮小化され、裁判所、国会、行政府に握り潰されてしまうとして、国連を通して主張を展開することにしたと述べている。
野嶋剛によると、松島は台湾独立運動に対しては批判的であるとされる。野嶋によると、松島は2016年12月3日に沖縄国際大学で開催された琉球民族独立総合研究学会のシンポジウムにて、日米との連携や中華主義からの離反を台湾独立運動は志向しており、日本からの『脱植民地』や米軍基地の撤廃を求める琉球独立運動とは大変違う方向を目指しており連携は難しいという趣旨の発言をしていたという。

### 防衛
非武装中立で、自衛隊と在日米軍の撤退を主張しており、永世中立を目指し、あらゆる国と対等な外交関係を結ぶことを求めている。琉球独立後も琉球に軍備を持つことは主張していない。「バルト海のオーランド諸島のように、非武装中立にしたことで、周辺国の安定が維持されている事例もある」「国家は必ずしも軍隊を持つ必要はないというのが２１世紀の国の在り方だ」と述べている。

### 尖閣諸島
尖閣諸島については日本が帝国主義の中で琉球とともに侵略して植民地支配をした場所であるとしている。
また、中国、香港、台湾における保釣運動は日本帝国主義に対する反帝国主義での抗日運動であり日本に対する脱植民地運動としての性格を有しており、尖閣諸島は中国と台湾に返還すべきだと述べた。また、尖閣諸島が「日本の固有の領土である」ということは根拠のないものであると述べている。また、日本政府による国有化を批判し、特定の国による領有でなくコモンズにするべきと述べている。

### 琉球独立と海外連携
2020年4月23日、プーチン大統領が「第二次世界大戦終結日」を「対日戦勝記念日」の9月3日とする法案に署名したことを受け、中国だけでなくロシアでも日本帝国への勝利を共有する歴史観が形成されたとし、ロシアは「民族自決権」を主張したレーニンらによって建国されたので琉球の脱植民地化において連携できる国の一つある。また、日本帝国の被害を受け続けている琉球は、国連常任理事国のロシアと中国の支援を受けて日本政府の植民地支配に圧力をかけられると主張した。

### 環球時報のインタビュー
2023年3月2日、中国共産党の機関紙、環球時報のインタビューに答え、「中国は日本の脅威ではない。」「日本の安全保障政策で核心となるのは、日本の外交的影響力が弱まらないように、中国や米国との政治・経済関係を強化することである」とした。 そして、日本政府は今、中国を「日本への脅威」と強調して日米同盟を強化し、米中対立を作るように働きかけ、意図的に中米関係を悪化させ、外交的不均衡を作り出している。 経済レベルでは、中国は日本にとって非常に重要である。
「台湾の問題は中国の内政問題」であり、「日本とは関係ない」と述べた。 いわゆる「台湾有事」が「日本有事」ということは誤りであり、重要な隣国との関係を悪化させている日本政府こそが、日本にとって最大の脅威であるとした。

### 北京大学でのシンポジウムでの発言
2023年10月28日、29日には、中華人民共和国の北京大学で行われた沖縄フロンティア研究国際シンポジウムに参加した。
琉球民族の遺骨返還運動が明らかにする琉球民族の歴史的・文化的起源-植民地主義である日琉同祖論からの脱却としてスピーチをした。
琉球文明の源流は中国文明であるはずであり、日本側の遺骨返還拒否は紛れもなく日帝の現実の現れであるとした。また、墓誌や頭蓋骨などの考古学的研究によって知られる日琉関係の非同祖論を前面に打ち出しており、 骸骨の返還を拒否する日本側は、中国と琉球の友好関係とは明らかに対照的な、日本帝国による植民地支配の現実の現れであることは間違いないと述べた。

## 著書

### 単著
- 『沖縄島嶼経済史－12世紀から現在まで－』、藤原書店、2002年
- 『琉球の「自治」』、藤原書店、2006年
- 『ミクロネシア―小さな島々の自立への挑戦』、早稲田大学出版部、2007年
- 『琉球独立への道－植民地主義に抗う琉球ナショナリズム』、法律文化社、2012年
- 『琉球独立論ー琉球民族のマニフェスト』、バジリコ、2014年
- 『琉球独立ー御真人の疑問にお答えします』、Ryukyu企画 、2014年
- 『琉球独立宣言ー実現可能な5つの方法』、講談社文庫、2015年
- 『琉球独立への経済学ー内発的発展と自己決定権による独立』、法律文化社、2016年
- 『琉球奪われた骨ー遺骨に刻まされた植民地主義』、岩波書店、2018年
- 『帝国の島ー琉球・尖閣に対する植民地主義と闘う』、明石書店、2020年
- 『学知の帝国主義ー琉球人遺骨問題から考える近代日本のアジア認識』、明石書店、2022年

### 編著
- 『島嶼沖縄の内発的発展―経済・社会・文化』、藤原書店、2010年
- 『民際学の展開』、晃洋書房、2012年
- 『琉球列島の環境問題』、高文研、2012年
- 『3・11以後何が変わらないのか』、岩波書店、2013年
- 『島嶼経済とコモンズ』、晃洋書房、2015年
- 『沖縄謀反』、かもがわ出版、2017年
- 『琉球独立は可能か』、解放出版社、2018年
- 『大学による盗骨』、耕文社、2019年
- 『談論風発　琉球独立を考えるー歴史・教育・法・アイデンティティ』、明石書店、2020年
- 『京大よ、還せー琉球人遺骨は訴える』、耕文社、2020年
- 『歩く・知る・対話する琉球学ー歴史・社会・文化を体験しよう』、明石書店、2021年
- 『取い戻さな！我した琉球先祖ぬ骨神：琉球民族脱植民地化闘争の記録ー京大遺骨返還訴訟/沖縄県情報公開訴訟』、琉球館、2025年

### 共著
- 「島嶼交易と海洋国家―琉球列島とフィジー・ラウ諸島を事例として」（塩田光喜編『海洋島嶼国家の原像と変貌』) （アジア経済研究所 、1997年）
- 「太平洋島嶼社会自立の可能性」（西川潤編『アジアの内発的発展』) （藤原書店 、2001年）
- 「西太平洋への跳躍」（川勝平太編『グローバル・ヒストリーに向けて』） （藤原書店 、2002年）
- 「西太平洋諸島の経済史―海洋アジアと南洋群島の経済関係を中心にして」（川勝平太編『アジア太平洋経済圏史1500-2000』) （藤原書店 、2003年）

- 「グァムと結ぶ沖縄―沖縄開発庁とグァム経済開発局の比較研究」（佐藤幸男編『太平洋アイデンティティ』) （国際書院 、2003年）
- 「太平洋諸島・先住民族の自決・自治・自律の試み」（上村英明監修『グローバル時代の先住民族』) （法律文化社 、2004年）
- 「内発的発展による経済自立―島嶼経済論の立場から」（新崎盛暉他編『地域の自立 シマの力(上)』) （コモンズ 、2005年）
- 「太平洋諸島の独立、再周辺化、抵抗」（戸田真紀子編『帝国への抵抗―抑圧の導線を切断する』) （世界思想社 、2006年）
- 「アジア太平洋における脱植民地化―南アジアとの比較を視野に」（北川勝彦編著『脱植民地化とイギリス帝国』）（ミネルヴァ書房、  2009年）
- 「安保をめぐる「政治」と「外交」の不在（沖縄米軍基地が問うもの）」『「日米安保」とは何か』（藤原書店、 2010年）
- 「沖縄は日本の植民地である―沖縄問題の根源とその解決」（藤原書店編集部編『「沖縄問題」とは何か』）（藤原書店、 2011年）
- 「差別を強化する琉球の開発」（藤岡美恵子・越田清和・中野憲志編『脱「国際協力」―開発と平和構築を超えて』）（新評論、2011年）

## 学術論文
- The Trial of Independence and Coexistence in New Caledonia:The Possibility of Kanak-Style Economic Development

Sato Yukio(ed.)Regional Development and Cultural Transformation in the South Pacific:Critical Examination of the ‘Sustainable Development’s Perspective,1995,7,Graduate School of International Development University of Nagoya、1995/ , pp.61-86.
- 「ミクロネシアとアジア」『外務省調査月報』外務省、1999年/ 1999年度第1号,75頁～104頁
- 「島嶼の政治経済と米軍基地との関係」『PRIME（明治学院大学国際平和研究所紀要）』明治学院大学国際平和研究所、2000年/ 第13号,85頁～95頁
- 「西太平洋島嶼貿易圏構想の可能性」『経済と社会』沖縄経済学会、2001年/ 第18号,3頁～16頁
- 「沖縄のグランドデザイン」『環―歴史・環境・文明』藤原書店、2002年、Vol.9 /226頁～237頁
- 「パラオにおける観光開発と女性」石森秀三・安福恵美子編『観光とジェンダー（国立民族学博物館調査報告）』国立民族学博物館、2003年/ 37号 , 111頁～140頁
- 「グローバリズムの中の琉球」『別冊環―歴史・環境・文明』藤原書店、2003年、Vol.6 /80頁～86頁
- 「沖縄―海洋文明学の視点から」東海大学文明研究所編『文明への視座』、2006年/255頁～289頁
- 「久高島で考える『琉球の自治』」『環―歴史・環境・文明』藤原書店、2007年、Vol.30 /, 78頁～97頁
- 「大洋州―太平洋島嶼の教科書に見る海洋認識」『NIRA研究報告書』総合研究開発機構、2007年/ 0702 , 44頁～65頁
- 「ネシアをめぐる自治の系譜―『国頼みの自治権』からの脱却に向けて」『情況』、2008年、第9巻 / 第3号 , 98頁～107頁
- 「奄美大島・伊江島で『自治』を考える」『環―歴史・環境・文明』藤原書店、2008年、vol.34 / 20頁～36頁
- 「琉球の経済自立論ー振興開発と米軍基地とのリンケージ戦略からの脱却を目指して」『現文研』、第85号、専修大学現代文学研究会、2009年

## その他の論文、エッセー
- 「復帰運動・振興開発の総括と自立への道（書評：村山家國『新訂 奄美復帰史』）」『環―歴史・環境・文明』藤原書店、2008年/ Vol.35 , 336頁～339頁
- 「自治を生きる人々1 池間苗」『環―歴史・環境・文明』藤原書店、2007年/ Vol.30 , 230頁～231頁
- 「自治を生きる人々2 上原成信」『環―歴史・環境・文明』藤原書店 、2007年/ Vol.30 , 232頁～233頁
- 「自治を生きる人々3 船道賢範」『環―歴史・環境・文明』藤原書店、2007年 / Vol.30 , 234頁～235頁
- 「自治を生きる人々4 国吉昌則」『環―歴史・環境・文明』藤原書店、2007年 / Vol.30 , 236頁～237頁
- 「自治を生きる人々5 石垣昭子」『環―歴史・環境・文明』藤原書店、2007年 / Vol.30 , 238頁～239頁
- 「軍事植民地―グァムの過去と現在」『飛礫』つぶて書房 、2007年/ 55号 , 78頁～86頁
- 「琉球『文化都市』の植民地構造(掲載文字はハングル)」Platform:Asia Culture Review 仁川文化財団研究出版、2007年 / 11・12 06号
- 「東アジア共同体の自治と琉球」『軍縮問題資料』軍縮研究所、2007年/ No.320 , 10頁～15頁
- 「沖縄離島に学ぶ『地域経済の自立』」『週刊エコノミスト』毎日新聞社、2007年/ 5月15日号
- 「八重山諸島の内発的発展」平成17年度科学研究費補助金（基盤研究（C））「八重山諸島における社会開発と文化に関する総合研究」（2005年-2006年、代表者）最終報告書、2007年
- 「海面上昇による太平洋島嶼国の危機と日本の政策」東京財団による委託研究報告書 （三田剛史、真喜屋美樹との共著 、2007年 ）
- 「太平洋と結ぶ沖縄―島々の連合を目指して」『世界』岩波書店、2000年/ 第681号
- 「『琉球の自治』を考える」 『機』藤原書店、2007年/ 7月号
- 「琉球人よ、目を覚ませ」『機』藤原書店、2006年/ 10月号
- 「新しい琉球の時代の幕開け」『機』藤原書店、2007年/ 2月号
- 「『奄美』とは何か」『機』藤原書店、2008年/ 1月号
- 「沖縄の内発的発展」『機』藤原書店、2002年/ 第125号
- 「海兵隊のグアム移転と沖縄経済を考える」『一坪反戦通信』、2006年/ 第180号
- 「仲井真政権の政治スタンスを問う」『一坪反戦通信』、2006年/ 第183号
- 「『ぶんご』出動の意味/沖縄にだけ「治安出動」：軍が結びつける沖縄支配」『一坪反戦通信』、2007年/ 第187号
- 「“帝国”の島グアムと沖縄」『週刊金曜日』、2001年/ 第354号
- 「沖縄人を隷属化させる政府の『経済振興策』」『週刊金曜日』、2001年/ 第350号
- 「島嶼沖縄における内発的発展の可能性」『季刊沖縄』沖縄協会、2003年/ 第25号 , 1頁～12頁
- 「日本の国策と琉球の振興開発との関係」『飛礫』62号、2009年

## 新聞論考
- 「時評：住民の行動が島救う―企業の横暴を止める力を」琉球新報朝刊、2008年/ 11月26日
- 「時評：島発展の主導権握られ―求められる自治意思と実践」琉球新報朝刊 、2008年/ 8月26日
- 「時評：「琉球処分」謝罪要求を―沖縄返還協定の廃止も」琉球新報朝刊、2008年/ 5月27日
- 「時評：経済自立は達成せず―自らの手で『自治』構築を」琉球新報朝刊、2008年/ 2月25日
- 「『独立論』語られる琉球―国の管理強める道州制」沖縄タイムス朝刊、2008年/ 5月5日
- 「琉球は自己決定権所有―道州制も高度な自治で」沖縄タイムス朝刊、2008年/ 5月8日
- 「琉球の今後 風土と文化生かす『自治』を」朝日新聞朝刊「異見新言」2007年/ 9月8日
- 「琉球の「自治」考 1 経済自立は先延ばし―振興策と基地がリンク」琉球新報朝刊、2007年/ 2月12日
- 「琉球の「自治」考 2 「復帰」後の琉球経済―失敗した開発行政、基地永続への国庫投資」琉球新報朝刊、2007年/ 2月13日
- 「琉球の「自治」考 3―稲嶺県政の8年：不況から脱却せず、借金六四一四億円、基金は枯渇」琉球新報朝刊、2007年/ 2月14日
- 「 琉球の「自治」考 4 仲井真県政誕生―求められる主体性、国頼みの自立は幻想」琉球新報朝刊 、2007年/ 2月19日
- 「 琉球の「自治」考 5 ―新たな自治領構想、「連邦政府」樹立を、EEZ獲得も可能に」琉球新報朝刊、2007年/ 2月20日
- 「「海兵隊移転」を考える―グアム・沖縄の自治をめぐって(上)、戦場になる危険高く、実戦へ機能特化」沖縄タイムス朝刊、2006年/ 5月31日
- 「「海兵隊移転」を考える―グアム・沖縄の自治をめぐって(中)、地元の意向阻む政府、極似する押付けの構図」沖縄タイムス朝刊 、2006年/ 6月1日
- 「「海兵隊移転」を考える―グアム・沖縄の自治をめぐって(下)」沖縄タイムス朝刊、2006年/ 6月2日
- .「現在を読む：沖縄復帰35年、開発の不毛から内発的自立へ」毎日新聞朝刊、2007年/ 5月28日
- 「グローバリズムと八重山諸島」八重山毎日新聞朝刊、2006年/ 2月7日
- 「八重山諸島と太平洋諸島との関係」八重山毎日新聞朝刊、2006年/ 2月8日
- 「島の観光のあり方」八重山毎日新聞朝刊、2006年/ 2月9日
- 「経済自立、活性化とは何か」八重山毎日新聞朝刊、2007年/ 6月23日
- 「復帰35年揺れた島 揺れる島：太平洋の島として（上）」沖縄タイムス朝刊、2007年/ 2月6日
- 「復帰35年揺れた島 揺れる島：太平洋の島として（下）」沖縄タイムス朝、2007年/ 2月7日
- 「発見された近代沖縄の新聞」琉球新報朝刊、2007年/ 12月12日
- 「多田治氏の「時評」に反論する」琉球新報朝刊 、2007年/ 5月28日
- 「多田治氏に再反論する」琉球新報朝刊、2007年/ 9月3日
- 「西表島開発を問う（上）」琉球新報朝刊、2003年/ 3月28日
- 「西表島開発を問う（下）」琉球新報朝刊、2003年/ 3月29日
- 「太平洋諸国とともに自立心示し歴史変えよ」沖縄タイムス朝刊、2000年/ 6月5日
- 「21世紀の視点」毎日新聞朝刊、2002年/ 9月29日
- 「静岡と沖縄結ぶ黒潮」静岡新聞朝刊、2004年/ 4月15日
- 「時事にらむ：公共投資の役割」沖縄タイムス朝刊、2005年/ 5月8日
- 「時事にらむ：自立経済への道」沖縄タイムス朝刊、2005年/ 6月12日
- 「時事にらむ：基地という市場」沖縄タイムス朝刊、2005年/ 4月10日
- 「時事にらむ：台湾とパラオ」沖縄タイムス朝刊、2005年/ 2月13日
- 「時事にらむ：島々のゴミ問題」沖縄タイムス朝刊、2005年/1月9日
- 「時事にらむ：パラオの県系人」沖縄タイムス朝刊、2005年/ 3月13日
- 「時事にらむ：島嶼国の可能性と問題」沖縄タイムス朝刊、2004年/ 9月12日
- 「時事にらむ：島嶼の金融特区」沖縄タイムス朝刊、2004年/ 8月8日
- 「時事にらむ：グアム経済の形」沖縄タイムス朝刊、2004年/ 11月14日
- 「時事にらむ：島嶼県の独立性」沖縄タイムス朝刊、2004年/ 12月12日
- 「時事にらむ：補償金による補助」沖縄タイムス朝刊、2004年/ 10月10日
- 「時事にらむ：島嶼性と経済」沖縄タイムス朝刊、2004年/ 7月11日
- 「「島サミット」を読む―棚上げされた国内問題」沖縄タイムス朝刊、2003年/ 5月18日
- 「観光客が環境に負荷」琉球新報朝刊、2005年/ 12月15日
- 「海兵隊移設―沖縄・グアムの「共生」目指して（上）」沖縄タイムス朝刊、2001年/ 1月30日
- 「海兵隊移設―沖縄・グアムの「共生」目指して（中）」沖縄タイムス朝刊、2001年/ 1月31日
- 「海兵隊移設―沖縄・グアムの「共生」目指して（下）」沖縄タイムス朝刊、2001年/ 2月1日
- 「格差是正とは何か（上）―米戦略支える「開発」」沖縄タイムス朝刊、2001年/ 5月21日
- 「格差是正とは何か（中）-自らの足で立つ気概を」沖縄タイムス朝刊、2001年/ 5月22日
- 「格差是正とは何か（下）―島嶼貿易構想を提唱」沖縄タイムス朝刊、2001年/ 5月23日
- 「島嶼の可能性―一国二制度への提言（上）財政に頼らぬ発展の道」沖縄タイムス朝刊、2001年/ 9月1日
- 「島嶼の可能性―一国二制度への提言（中）貿易圏形成し外資導入」沖縄タイムス朝刊、2001年/ 9月1日
- 「島嶼の可能性―一国二制度（下）内発的発展を新目標に」沖縄タイムス朝刊、2001年/ 9月2日

## 典拠・注釈

### 所属学会
- 国際開発学会 [21]（日本学術会議協力学術研究団体）
- 日本平和学会
- 社会経済史学会　[22]日本学術会議協力学術研究団体